# Glow (tripleS)
Glow(글로우)는 2024년 모드하우스에 의해 결성된 대한민국의 걸 그룹 트리플에스의 일곱 번째 서브 유닛이다. 구성원은 지연, 설린, 김채원, 서아으로 이루어져 있다. 이 4인조는 2024년 6월 21일 디지털 싱글 음반 내적 댄스와 함께 데뷔했다.

## 구성원
| 이름   | 소개                                                                                     |
| ------ | ---------------------------------------------------------------------------------------- |
| 지연   | - 본명: 지서연 - 출생일: 2004년 2월 13일(21세) - 출생지: 대한민국 경기도 용인시          |
| 설린   | - 본명: 피라다 분락사(พิรดา บุญรักษา) - 출생일: 2006년 11월 30일(18세) - 출생지: 태국 방콕  |
| 김채원 | - 출생일: 2007년 5월 2일(18세) - 출생지: 대한민국 인천광역시 남동구 서창동               |
| 서아   | - 본명: 정해린 - 출생일: 2010년 6월 11일(14세) - 출생지: 대한민국 광주광역시 북구 오치동 |

## 디스코그래피

### 디지털 싱글
- 내적 댄스 (Glow의 노래) - 2024년